# Le Kourou Fleuve
Le Kourou Fleuve är ett vattendrag i Franska Guyana (Frankrike). Det ligger i den norra delen av landet, 40 km nordväst om huvudstaden Cayenne.